# Südostasienspiele 1987/Badminton – Damenteam
Titelträger im Badminton wurden bei den Südostasienspielen 1987 in der Kuningan Hall in Jakarta in fünf Einzel- und zwei Mannschaftsdisziplinen ermittelt. Die Spiele fanden vom 9. bis zum 20. September 1987 statt. Folgend die Ergebnisse im Damenteam.

## Zeitplan
| Datum                     | Zeit  | Event                   |
| ------------------------- | ----- | ----------------------- |
| Donnerstag, 10. September | 09:00 | Indonesien vs. Thailand |
| Donnerstag, 10. September | 19:00 | Malaysia vs. Thailand   |
| Sonnabend, 12. September  | 13:00 | Indonesien vs. Malaysia |

## Ergebnisse
| Platz | Team       | Pld | W | L | MF | MA | MD  | GF | GA | GD  | PF  | PA  | PD   | Pts | Qualifikation |
| ----- | ---------- | --- | - | - | -- | -- | --- | -- | -- | --- | --- | --- | ---- | --- | ------------- |
| 1     | Indonesien | 2   | 2 | 0 | 10 | 0  | +10 | 20 | 1  | +19 | 263 | 96  | +167 | 2   | Gold          |
| 2     | Thailand   | 2   | 1 | 1 | 0  | 5  | −5  | 1  | 10 | −9  | 56  | 137 | −81  | 1   | Silber        |
| 3     | Malaysia   | 2   | 0 | 2 | 0  | 10 | −10 | 0  | 10 | −10 | 40  | 126 | −86  | 0   | Bronze        |